# Distretto di Velykyj Burluk
Il distretto di Velykyj Burluk (in ucraino Великобурлуцький район?) era un distretto (rajon) dell'Ucraina, situato nell'oblast' di Charkiv. Il suo capoluogo era Velykyj Burluk.
È stato soppresso con la riforma amministrativa del 2020.